# Autobahn 18 (Belgien)
Die belgische Autobahn 18, französisch Autoroute 18, niederländisch Autosnelweg 18 genannt, beginnt an der französischen Grenze bei Adinkerke und endet in Jabbeke. Ihre Gesamtlänge beträgt 44 km.

## Verlauf
Die A18 beginnt an der französischen Grenze, wo sie aus der Autoroute A16 übergeht und während der letzten 20 Jahre sukzessive ausgebaut, entlang der westflandrischen Küste von Frankreich (Calais) führt und seit der Eröffnung des Eurotunnels eine wichtige West-Ost-Transitroute darstellt.
Sie verläuft weiter über Veurne und Gistel und kreuzt die N8 und N33. Beim Autobahndreieck Jabbeke geht sie in die A10, die weiter nach Brüssel verläuft.

## Geschichte
Die A18 wurde beim Bau in fünf Abschnitte unterteilt, die in der Zeit von 1977 bis 1997 fertiggestellt wurden.
| Abschnitt                       | Eröffnung     |
| ------------------------------- | ------------- |
| Jabbeke (A10) – Nieuwpoort      | 1. April 1977 |
| Nieuwpoort – Oostduinkerke      | 1989          |
| Oostduinkerke – Veurne          | 1992          |
| Veurne – Adinkerke              | 1996          |
| Adinkerke – französische Grenze | 1997          |

## Bilder

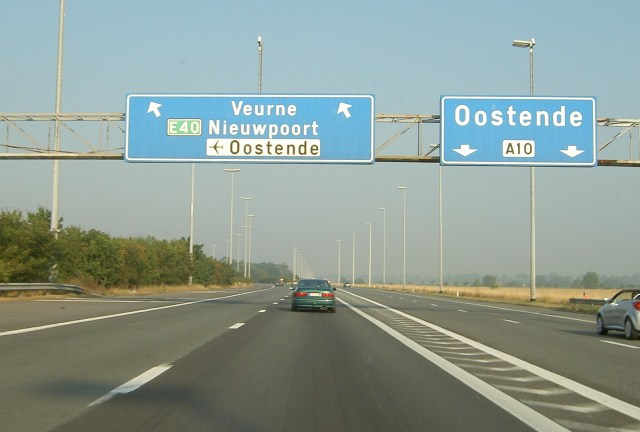
A18/E40 Richtung Veurne beim Abzweig von der A10
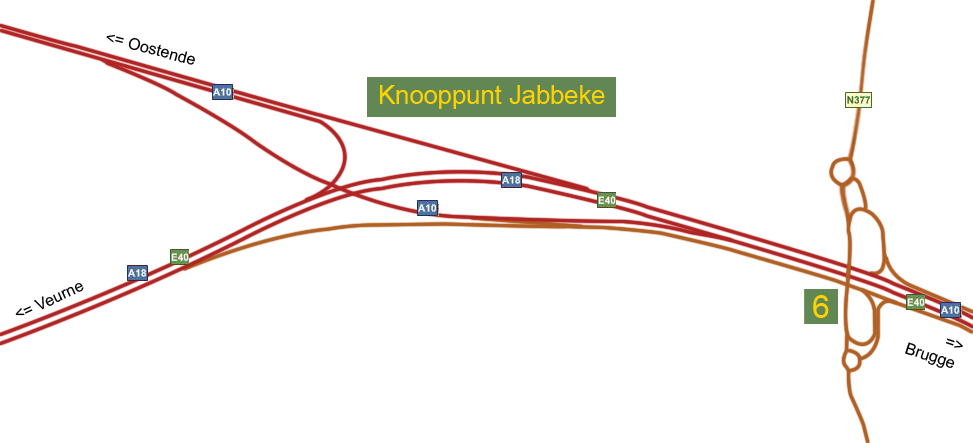
Schema des Autobahndreiecks Jabbeke (A10/A18)